# Eremoblastus
Eremoblastus là chi thực vật có hoa trong họ Cải.